# Berlinia grandiflora
Berlinia grandiflora là một loài thực vật có hoa trong họ Đậu. Loài này được (Vahl) Hutch. & Dalziel miêu tả khoa học đầu tiên.